# غاري غودتشايلد
غاري غودتشايلد (بالإنجليزية: Gary Goodchild)‏ هو لاعب كرة قدم بريطاني في مركز الهجوم، ولد في 27 يناير 1958 في تشيلمسفورد في المملكة المتحدة. لعب مع كريستال بالاس ونادي أرسنال ونادي ريدنغ ونادي فيكينغ ونادي هيرفورد.